# Photios II de Constantinople
Photios II de Constantinople (en grec Φώτιος Β', né en 1874 à Büyükada et mort en 1935) fut patriarche de Constantinople du 7 octobre 1929 au 29 décembre 1935.